# 会津高原
会津高原（あいづこうげん）は、福島県会津地方の高原に対する呼称。昭和初期ごろには猪苗代湖周辺を指すこともあったが、1980年代に会津高原たかつえスキー場の開発が行われて以降は、南会津郡の観光開発における地域名として使用されることが多い。本稿では、後者の用法について記す。

## 概要
越後三山只見国定公園、尾瀬国立公園と奥羽山脈に囲まれている観光地。阿賀川（阿賀野川）とその支流で尾瀬を水源とする只見川、および伊南川が深い谷を刻み、多くのダムが建設され日本有数の水力発電による電源地帯にもなっている。
元は、北の会津若松市から伸びる会津線の終着駅・会津滝ノ原駅があるのみで、首都圏からのアクセス手段は非常に乏しかった。しかし1986年に野岩鉄道会津鬼怒川線が開業し、東京・浅草駅（東武鉄道）からの新たなルートが開かれた際、首都圏の観光客やスキー・スノーボード客を呼び込むために、会津線と野岩鉄道の接続駅を会津滝ノ原駅から会津高原駅と改称した。2006年には会津高原尾瀬口駅と改称されている。東武鉄道が2002年まで資本参加していた会津高原・たかつえスキーリゾート&ホテルズまでは同駅より車で30分の距離である。また、尾瀬への福島県側入り口の沼山峠までは、バスで2時間である。なお、東武鉄道は浅草より当駅まで冬季はスキー&スノーボード客用、夏季は尾瀬ハイキング客用の私鉄では唯一の夜行列車を走らせている。宿泊村としてスキー場すぐ近くに会津高原チロリアンビレッジ村がある。
逆にそのルートから遠い只見川流域では現在、奥会津と称し、「スローライフの旅」を前面に出している傾向にある。

## 周辺の観光ポイント
- 駒止湿原
- 高清水公園
- 中土合公園・ミニ尾瀬公園
- 会津田島祇園会館
- 大内宿
- 前沢曲家集落
- 会津高原たかつえカントリークラブ
- 会津高原たかつえスキー場
- 会津高原高畑スキー場
- 会津高原南郷スキー場
- 会津高原だいくらスキー場
- 塔のへつり
- 湯ノ花温泉
- 木賊温泉（とくさおんせん）
- 小豆温泉（あずきおんせん）
- 檜枝岐温泉（ひのえまたおんせん）
- 湯野上温泉（ゆのかみおんせん）
- 尾瀬
- 沼沢湖
- 細井家資料館

## 交通
- 域内に野岩鉄道会津鬼怒川線、会津鉄道会津線、JR只見線の各鉄道がある。野岩鉄道会津鬼怒川線、会津鉄道会津線は会津高原尾瀬口駅で接続され、東武鉄道浅草駅 - 会津鉄道会津田島駅間を電車特急による直通運転を行っているほか、鬼怒川温泉駅 - 会津若松駅間を気動車により相互に直通乗り入れ運転を行っている。
- 野岩鉄道会津鬼怒川線会津高原尾瀬口駅まで東武鉄道浅草駅より直通電車で約3時間。新宿駅より鬼怒川温泉駅乗換えで同じく約3時間。
- 会津田島駅などのターミナル駅からは会津バスによる域内へのバスの運行が行われている。
- 自動車では東北道西那須野塩原ICより国道400号、国道121号経由で会津高原まで約60分である。